# 1970 aux Territoires du Nord-Ouest
Chronologie des Territoires du Nord-Ouest
- 1966
- 1967
- 1968
- 1969
- 1970
- 1971
- 1972
- 1973
- 1974

Cette page concerne des événements d'actualité qui se sont produits durant l'année 1970 dans le territoire canadien des Territoires du Nord-Ouest.

## Politique
- Premier ministre : Stuart Milton Hodgson (Commissaire en gouvernement)
- Commissaire :
- Législature :

## Événements
- Élection générale ténoise du 21 décembre 1970 (en) : Lena Pedersen est la première femme à être élue à l'Assemblée législative